# El Pontí (Vic)
El Pontí és una masia de Vic (Osona) protegida com a Bé Cultural d'Interès Local.

## Descripció
Es tracta d'una gran masia de planta basilical amb coberta a doble vessant de teula àrab amb carener perpendicular a la façana. Consta de planta baixa, pis i golfes. La porta d'entrada és un arc adovellat de mig punt. La resta d'obertures també estan emmarcades amb llindes i brancals de pedra picada. L'aparell constructiu és de pedra sense treballar.
La masia té una sèrie de construccions adossades que tapen, en certa manera, l'edifici principal.